# James Mancham
James Richard Marie Mancham, Knight Commander av Brittiska Imperieorden, född 11 augusti 1939 i Victoria, Seychellerna, död 8 januari 2017 i Glacis på Mahé, Seychellerna,  var Seychellernas första president.

## Biografi
Manchams far, Richard Mancham, som var en framgångsrik affärsman, skickade James till en juristskola i Storbritannien. När britterna meddelade att de ville ge kolonin självständighet bildade Mancham Democratic Party och var dess ledare till februari 2005. Som kolonis chefsminister bidrog Mancham att turismen startade på Seychellerna och såg till att det byggdes en flygplats så att Seychellerna kunde nås från resten av världen. Turismen ökade och ekonomin utvecklades. Han vann valet 1976 när britterna gav Seychellerna sin självständighet, men avsattes av premiärministern France-Albert René i en våldsam kupp mindre än ett år senare, i juni 1977.
Mancham levde i exil i London till Sovjetunionens fall 1991 då France-Albert René förklarade att Seychellerna åter skulle bli en flerpartistat och åter tillät Democratic Party och dess aktiviteter. Vid återkomsten till Seychellerna återupptog han sitt arbete med turismen i landet.
Macham ställde upp i presidentvalet 1993 och blev tvåa efter René med 36,72% av rösterna. I valet 1998 blev han trea efter René och Wavel Ramkalawan med 13,80% av rösterna.